# لمويل س. شيبرد جونيور
لمويل س. شيبرد جونيور (بالإنجليزية: Lemuel Cornick Shepherd Jr.)‏ هو ضابط أمريكي، ولد في 10 فبراير 1896 في نورفولك في الولايات المتحدة، وتوفي في 6 أغسطس 1990 في لاهويا في الولايات المتحدة.